# Trinita, nous voilà !
Pour plus de détails, voir Fiche technique et Distribution.
Trinita, nous voilà ! (titre original : Noi non siamo angeli) est un film italien de Gianfranco Parolini sorti en 1975.
C'est le troisième film mettant en scène le duo incarné par Paul L. Smith et Antonio Cantafora alias Michael Coby, conçu selon le modèle du duo Bud Spencer et Terence Hill.

## Synopsis
Ange a un frère qui s'appelle Raphaël, un ancien boxeur qui est maintenant mécanicien. Ange le convainc astucieusement de participer à une course de voitures et de diligences. Le prix est une concession pour créer un service de transport entre Highfalls City et le chemin de fer voisin. En ville, cependant, M. Shark et ses hommes tentent de mettre des bâtons dans les roues des deux frères.
Malgré diverses mésaventures, ils parviennent à gagner la course, mais le pauvre Raphaël ne sait pas qu'Ange a tout planifié pour donner la concession à la belle Evelyn, dont il est amoureux. Cependant, une source de richesse inattendue les attend, un gisement de pétrole dont la source se trouve juste sur leurs terres.

## Fiche technique
- Titre original italien : Noi non siamo angeli[1],[2]
- Titre français : Trinita, nous voilà ! ou Trinita en veux-tu, en voilà ! ou Nous ne sommes pas des anges[3]
- Réalisation : Gianfranco Parolini
- Scénario : Abronio Corti et Gianfranco Parolini
- Directeur de la photographie : Guglielmo Mancori
- Montage : Vincenzo Tomassi
- Musique : Sante Maria Romitelli
- Production : Edmondo et Maurizio Amati
- Genre : Film d'aventures, comédie
- Pays :  Italie
- Durée : 92 minutes
- Date de sortie :
  - Italie : 26 septembre 1975
  - France : 8 décembre 1976[3]

## Distribution
- Antonio Cantafora (VF : Jean Roche) : Angel (Ange en VF)
- Paul L. Smith (VF : Michel Gatineau) : Raphael McDonald
- Renato Cestiè : Willy
- Woody Strode : Black Bill
- John Ireland (VF : Jacques Berthier) : M. Shark
- Fiona Florence : Linda Sutton
- Evelin Kaye : Evelyn Sutton
- Franco Pesce : Pr Berberg
- Fausta Avelli : Polly